# Helena Válková
Helena Válková, née le 7 janvier 1951 à Chlumec nad Cidlinou (Tchécoslovaquie), est une femme politique tchèque. Elle est ministre de la Justice du 29 janvier 2014 au 1er mars 2015.

## Biographie

### Engagement politique
Avant 1989, elle était membre du Parti communiste tchécoslovaque. Un article du parquet de 1979 a été rédigé avec Josef Urválek, qui, en tant que procureur communiste[pas clair], a participé au procès de Milada Horáková et est directement responsable de dizaines d'homicides judiciaires. À l'époque de la Révolution de Velours, elle s'implique dans le Forum civique.
Elle revient à la vie politique plus de vingt ans plus tard. Elle se présente aux élections législatives anticipées des 25 et 26 octobre 2013 sur la liste de l'Action des citoyens mécontents (ANO 2011), dont elle n'est pas membre, à Prague. Élue à la Chambre des députés, elle est nommée ministre de la Justice le 29 janvier 2014.
Elle quitte ses fonctions le 1er mars 2015 ; Robert Pelikán lui succède.